# Lista odcinków Szymon Majewski Show
Szymon Majewski Show – telewizyjny program rozrywkowy nadawany co tydzień w poniedziałek przez stację TVN i prowadzony przez Szymona Majewskiego.

## Spis odcinków programuSzymon Majewski Show

### Pierwsza seria programu
| Data emisji odcinka  | Numer odcinka | Pierwszy gość programu    | Drugi gość programu | Rozmowy w tłoku                                                                | Zakończenie                 |
| -------------------- | ------------- | ------------------------- | ------------------- | ------------------------------------------------------------------------------ | --------------------------- |
| 5 września 2005      | 1             | Beata Tyszkiewicz         | Kuba Wojewódzki     | Krystyna Janda, Jerzy Urban, Joanna Senyszyn, Andrzej Lepper                   | Materiały obciążające belkę |
| 12 września 2005     | 2             | Dorota Rabczewska         | Kevin Aiston        | Jolanta Kwaśniewska, Lech Kaczyński, Dorota Rabczewska, Lech Wałęsa            | Por nosa                    |
| 19 września 2005     | 3             | Agnieszka Chylińska       | Piotr Gąsowski      | Renata Beger, Andrzej Lepper, Violetta Villas, Roman Giertych                  | Ostra laska z balonami      |
| 26 września 2005     | 4             | Artur Barciś              | Maryla Rodowicz     | Monika Olejnik, Włodzimierz Cimoszewicz, Kazimiera Szczuka, Lech Wałęsa        | Goła baba                   |
| 3 października 2005  | 5             | Paweł Kukiz               | Joanna Liszowska    | Aleksander Kwaśniewski, Jolanta Kwaśniewska, Piotr Fronczewski, Krystyna Janda | Ciemne strony mazowieckiego |
| 10 października 2005 | 6             | Jerzy Kryszak             | Patrycja Markowska  | Agnieszka Chylińska, Donald Tusk, Janina Paradowska, Jerzy Urban               | Pocałunek z języczkiem      |
| 17 października 2005 | 7             | Bożena Dykiel             | Andrzej Piaseczny   | Renata Beger, Andrzej Lepper, Józef Oleksy, Kazimiera Szczuka                  | Majewski zostanie zwolniony |
| 24 października 2005 | 8             | Cezary Pazura             | Natalia Kukulska    | Włodzimierz Cimoszewicz, Dorota Rabczewska, Jerzy Urban, Joanna Senyszyn       | Zdjęcie gaci                |
| 7 listopada 2005     | 9             | Piotr Najsztub            | Kayah               | Lech Kaczyński, Janina Paradowska, Roman Giertych, Violetta Villas             | Członek męski               |
| 14 listopada 2005    | 10            | Grażyna Szapołowska       | Zbigniew Boniek     | Maria Kaczyńska, Andrzej Lepper, Lech Wałęsa, Krystyna Janda                   | Punkt G                     |
| 21 listopada 2005    | 11            | Sebastian Karpiel-Bułecka | Kazimiera Szczuka   | Maja Komorowska, Kazimierz Marcinkiewicz, Jolanta Kwaśniewska, Janusz Rewiński | Wysadzimy rząd w powietrze  |
| 28 listopada 2005    | 12            | Grażyna Wolszczak         | Marek Włodarczyk    | Monika Olejnik, Władimir Putin, Agnieszka Chylińska, Lech Kaczyński            | Demonstracja pedałów        |
| 5 grudnia 2005       | 13            | Borys Szyc                | Katarzyna Figura    | Renata Beger, Jerzy Urban, Dorota Rabczewska, Donald Tusk                      | Bezwstydne grupowe bzykanie |
| 12 grudnia 2005      | 14            | Edyta Górniak             | Adam Ferency        | Elżbieta II, Andrzej Lepper, Maria Kaczyńska, Maja Komorowska, Maryla Rodowicz | Porwanie Królowej           |
| 19 grudnia 2005      | 15            | Michał Wiśniewski         | Katarzyna Cichopek  | Janusz Rewiński, Joanna Senyszyn, Kazimierz Marcinkiewicz, Kazimiera Szczuka   | Mars Janina                 |

Wydanie świąteczne 2005
| Data emisji odcinka | Numer odcinka | Rozmowy w tłoku – część pierwsza                             | Rozmowy w tłoku – część druga                                                  | Rozmowy w tłoku – część trzecia                                  | Zakończenie |
| ------------------- | ------------- | ------------------------------------------------------------ | ------------------------------------------------------------------------------ | ---------------------------------------------------------------- | ----------- |
| 25 grudnia 2005     | 16            | Renata Beger, Andrzej Lepper, Kazimiera Szczuka, Jerzy Urban | Janina Paradowska, Dorota Rabczewska, Janusz Rewiński, Kazimierz Marcinkiewicz | Lech Wałęsa, Jolanta Kwaśniewska, Lech Kaczyński, Krystyna Janda | Kolęda      |

### Druga seria programu
| Data emisji odcinka | Numer odcinka | Pierwszy gość programu | Drugi gość programu        | Piosenka                   | Rozmowy w tłoku                                                                 | Zakończenie                            | Miśś Wszechświata             |
| ------------------- | ------------- | ---------------------- | -------------------------- | -------------------------- | ------------------------------------------------------------------------------- | -------------------------------------- | ----------------------------- |
| 6 marca 2006        | 1 (17)        | Hanka Bielicka         | Dariusz Michalczewski      | Mój system, twój system    | Joanna Senyszyn, Andrzej Lepper, Zyta Gilowska                                  | Kompletnie zalany Kalisz               | Miśś Grenlandii               |
| 13 marca 2006       | 2 (18)        | Maciej Stuhr           | Iwona Szymańska-Pavlović   | Taniec przewodniczącego    | Renata Beger, Katarzyna Figura, Roman Giertych, Jerzy Urban                     | Degustacja kaczki                      | Miśś Rosji                    |
| 20 marca 2006       | 3 (19)        | Marcin Meller          | Justyna Steczkowska        | A ja jestem już po skręcie | Kazimiera Szczuka, Kazimierz Marcinkiewicz, Jolanta Kwaśniewska, Tadeusz Rydzyk | Ostre rypanie                          | Miśś Niemiec                  |
| 27 marca 2006       | 4 (20)        | Krzysztof Cugowski     | Magdalena Stużyńska-Brauer | Piosenka o stanie państwa  | Hanna Gronkiewicz-Waltz, Lech Kaczyński, Dorota Rabczewska                      | Obleśne szyszki                        | Miśś Włoch                    |
| 3 kwietnia 2006     | 5 (21)        | Renata Pałys           | Zygmunt Chajzer            | Pasztety                   | Janina Paradowska, Krystyna Janda, Lech Wałęsa                                  | Gdzie raki zimują?                     | Miśś Białorusi                |
| 10 kwietnia 2006    | 6 (22)        | Bogusław Kaczyński     | Joanna Bartel              | Trampy mam                 | Renata Beger, Zyta Gilowska, Andrzej Lepper, Krystyna Czubówna                  | Kra na Wiśle                           | Miśś USA                      |
| 17 kwietnia 2006    | 7 (23)        | Tomasz Kot             | Ewa Drzyzga                | New York                   | Jerzy Urban, Dorota Rabczewska, Danuta Hojarska, Kazimierz Marcinkiewicz        | Wielka nocna baba                      | Miśś Czadu                    |
| 24 kwietnia 2006    | 8 (24)        | Grzegorz Markowski     | Jolanta Fraszyńska         | Jestem znany gimnastyk     | Tadeusz Rydzyk, Donald Tusk, Elżbieta Kruk                                      | Jak skłamać w Urzędzie Skarbowym?      | Miśś Anglii                   |
| 1 maja 2006         | 9 (25)        | Jan Nowicki            | Joanna Brodzik             | Majewski gej               | Joanna Senyszyn, Roman Giertych, Kazimiera Szczuka                              | Pochód pierwszomajowy                  | Miśś Marsa                    |
| 8 maja 2006         | 10 (26)       | Anna Przybylska        | Maciej Maleńczuk           | Era Leppera                | Zyta Gilowska, Kazimierz Marcinkiewicz, Lech Wałęsa, Andrzej Lepper             | Mucha nie siada                        | Miśś Bułgarii                 |
| 15 maja 2006        | 11 (27)       | Pascal Brodnicki       | Dorota Stalińska           | To nie ja byłam jego       | Roman Giertych, Renata Beger, Krystyna Janda                                    | Palenie trawki                         | Miśś Japonii                  |
| 22 maja 2006        | 12 (28)       | Aleksandra Kwaśniewska | Krzysztof Skiba            | To Bronek                  | Maja Komorowska, Donald Tusk, Danuta Hojarska                                   | Kot Leonarda                           | Miśś Mokrego Podkoszulka      |
| 29 maja 2006        | 13 (29)       | Jerzy Dudek            | Kinga Rusin                | Piosenka prorodzinna       | Hanna Gronkiewicz-Waltz, Paweł Janas, Jolanta Kwaśniewska                       | Jak rozwija się czwarta Rzeczpospolita | Miśś Kataru                   |
| 5 czerwca 2006      | 14 (30)       | Krystyna Janda         | Zbigniew Wodecki           | Do kupy, trupy             | Janusz Rewiński, Andrzej Lepper, Dorota Rabczewska                              | Lustracja Duchownych                   | Miśś czwartej Rzeczpospolitej |
| 12 czerwca 2006     | 15 (31)       | Martyna Wojciechowska  | Tomasz Karolak             | Kto będzie dziś tą Miss?   | Zyta Gilowska, Kazimierz Marcinkiewicz, Joanna Senyszyn, Krystyna Janda         | Last minute                            | Finał Miśś Wszechświata       |

### Trzecia seria programu
| Data emisji odcinka  | Numer odcinka | Pierwszy gość programu       | Drugi gość programu   | Piosenka                                  | Prawi i Sprawiedliwi | Rozmowy w tłoku                                                                  | Część misyjna                                            |
| -------------------- | ------------- | ---------------------------- | --------------------- | ----------------------------------------- | -------------------- | -------------------------------------------------------------------------------- | -------------------------------------------------------- |
| 11 września 2006     | 1 (32)        | Justyna Pochanke             | Kuba Wojewódzki       | Kartoflana afera                          | Superman             | Jarosław Kaczyński, Jolanta Szczypińska, Zyta Gilowska, Helena Vondráčková       | Sztuki walki                                             |
| 18 września 2006     | 2 (33)        | Daniel Olbrychski            | Stachursky            | –                                         | Don Pedro            | Hanna Gronkiewicz-Waltz, Kazimierz Marcinkiewicz, Jan Rokita, Krystyna Janda     | Romantyzm                                                |
| 25 września 2006     | 3 (34)        | Marcin Daniec                | Krzysztof Krawczyk    | Żyj sto lat, Krzysztofie                  | Lara Croft           | Renata Beger, Kazimiera Szczuka, Danuta Hojarska, Ryszard Kalisz                 | Kordian i cham                                           |
| 2 października 2006  | 4 (35)        | Magdalena Cielecka           | Bogusław Linda        | Hymn Prawa i Sprawiedliwości              | –                    | Andrzej Lepper, Tadeusz Cymański, Janina Paradowska, Zyta Gilowska               | Prawda                                                   |
| 9 października 2006  | 5 (36)        | Tomasz Lis                   | Katarzyna Bujakiewicz | Zgniła jesień                             | Zorro                | Jerzy Urban, Wojciech Wierzejski, Jarosław Kaczyński, Renata Beger               | Flagi                                                    |
| 16 października 2006 | 6 (37)        | Michał Wójcik, Marcin Wójcik | Edyta Herbuś          | –                                         | Janosik              | Donald Tusk, Joanna Senyszyn, Dorota Rabczewska, Anna Fotyga                     | Kazimierz Przerwa-Tetmajer                               |
| 23 października 2006 | 7 (38)        | Robert Makłowicz             | Marta Wiśniewska      | –                                         | Czerwony Kapturek    | Zyta Gilowska, Janina Paradowska, Krystyna Janda, Paweł Janas                    | Idzie Ola do przedszkola                                 |
| 30 października 2006 | 8 (39)        | Joanna Koroniewska           | Michał Bajor          | –                                         | –                    | Renata Beger, Danuta Hojarska, Andrzej Lepper, Helena Vondráčková                | Gdzie leży kraina Warmii i Mazur?                        |
| 6 listopada 2006     | 9 (40)        | Katarzyna Pakosińska         | Bohdan Smoleń         | –                                         | Rambo                | Kazimierz Marcinkiewicz, Kazimiera Szczuka, Lech Wałęsa, Hanna Gronkiewicz-Waltz | Jak dzieli się komórka przez podział?                    |
| 13 listopada 2006    | 10 (41)       | Przemysław Sadowski          | Irena Santor          | –                                         | –                    | Maja Komorowska, Janusz Rewiński, Violetta Villas, Daniel Olbrychski             | Idzie jesień                                             |
| 20 listopada 2006    | 11 (42)       | Maria Wiktoria Wałęsa        | Zygmunt Staszczyk     | Kondomy nie straszą                       | –                    | Anna Fotyga, Jarosław Kaczyński, Jolanta Kwaśniewska, Dorota Rabczewska          | Historia polskiego tura                                  |
| 27 listopada 2006    | 12 (43)       | Tatiana Okupnik              | Piotr Rubik           | –                                         | Frankenstein         | Hanna Gronkiewicz-Waltz, Jan Rokita, Donald Tusk, Janina Paradowska              | Lis, kiedy się boi, podwija kitę                         |
| 4 grudnia 2006       | 13 (44)       | Katarzyna Skrzynecka         | Jerzy Połomski        | Nie przenoście nam Jana Rokity do Krakowa | –                    | Zyta Gilowska, Andrzej Lepper, Krystyna Janda, Adam Małysz                       | Zawsze takie Rzeczpospolite będą, jak młodzieży chowanie |
| 11 grudnia 2006      | 14 (45)       | Nina Terentiew               | Robert Więckiewicz    | Rudy rydz                                 | Delmajewska          | Kazimiera Szczuka, Adam Michnik, Daniel Olbrychski, Wojciech Wierzejski          | „Przedwiośnie” Stefana Żeromskiego                       |
| 18 grudnia 2006      | 15 (46)       | Maryla Rodowicz              | Helena Vondráčková    | 25 piw                                    | –                    | Jan Rokita, Donald Tusk, Danuta Hojarska, Tadeusz Rydzyk                         | Karuzela – połączenie szeregowe                          |

Wydanie świąteczne 2006
| Data emisji odcinka | Numer odcinka | Rozmowy w tłoku – część pierwsza                                         | Rozmowy w tłoku – część druga                                         | Rozmowy w tłoku – część trzecia                                   | Zakończenie                |
| ------------------- | ------------- | ------------------------------------------------------------------------ | --------------------------------------------------------------------- | ----------------------------------------------------------------- | -------------------------- |
| 25 grudnia 2006     | 16 (47)       | Jan Rokita, Kazimierz Marcinkiewicz, Helena Vondráčková, Danuta Hojarska | Joanna Senyszyn, Zyta Gilowska, Jarosław Kaczyński, Dorota Rabczewska | Wojciech Wierzejski, Renata Beger, Krystyna Janda, Andrzej Lepper | Piosenka Świętego Mikołaja |

### Czwarta seria programu
| Data emisji odcinka | Numer odcinka | Pierwszy gość programu      | Drugi gość programu   | Piosenka                  | Teleboscy                            | Rozmowy w tłoku                                                                          | Szczuka kochania – pozycje aseksualne  |
| ------------------- | ------------- | --------------------------- | --------------------- | ------------------------- | ------------------------------------ | ---------------------------------------------------------------------------------------- | -------------------------------------- |
| 5 marca 2007        | 1 (48)        | Anna Mucha                  | Andrzej Grabowski     | Siekiera, motyka          | Podróże kulinarne Roberta Makłowicza | Hanna Gronkiewicz-Waltz, Nelli Rokita, Andrzej Lepper                                    | Pozycja na Stokłosę                    |
| 12 marca 2007       | 2 (49)        | Agnieszka Fitkau-Perepeczko | Adam Sztaba           | Marsz zboczonych kobiet   | Warto rozmawiać                      | Anna Fotyga, Krystyna Janda, Renata Beger, Bronisław Wildstein                           | Pozycja na Wołoszańskiego              |
| 19 marca 2007       | 3 (50)        | Omenaa Mensah               | Jan Wieczorkowski     | –                         | –                                    | Jan Rokita, Dorota Rabczewska, Danuta Hojarska, Kazimierz Marcinkiewicz, Tadeusz Rydzyk  | Pozycja na sądy 24-godzinne            |
| 26 marca 2007       | 4 (51)        | Anna Wiśniewska             | Michał Wiśniewski     | Przyśpiewka weselna       | Superniania                          | Lech Wałęsa, Wojciech Wierzejski, Zyta Gilowska, Jarosław Kaczyński, Adam Małysz         | Pozycja na Małysza                     |
| 2 kwietnia 2007     | 5 (52)        | Bohdan Łazuka               | Anna Guzik            | Entliczek pentliczek      | –                                    | Włodzimierz Cimoszewicz, Jolanta Kwaśniewska, Józef Oleksy, Helena Vondráčková           | Pozycja na filozofa                    |
| 9 kwietnia 2007     | 6 (53)        | Jan Peszek                  | Tamara Arciuch        | –                         | –                                    | Dorota Rabczewska, Jarosław Kaczyński, Danuta Hojarska, Renata Beger                     | Pozycja na święta                      |
| 16 kwietnia 2007    | 7 (54)        | Tomasz Sekielski            | Andrzej Morozowski    | Teraz My!                 | Familiada                            | Jerzy Urban, Zyta Gilowska, Jan Rokita, Maja Komorowska, Julia Tymoszenko                | Pozycja na Kwaśniewskiego              |
| 23 kwietnia 2007    | 8 (55)        | Małgorzata Foremniak        | Krzysztof Stelmaszyk  | Mr Yooreck                | –                                    | Hanna Gronkiewicz-Waltz, Andrzej Lepper, Janina Paradowska, Tadeusz Cymański             | Pozycja na Kubicę                      |
| 30 kwietnia 2007    | 9 (56)        | Jarosław Kret               | Tomasz Zubilewicz     | Czerwona hołota           | –                                    | Paweł Janas, Wojciech Wierzejski, Violetta Villas, Dorota Zawadzka                       | Pozycja na pochód pierwszomajowy       |
| 7 maja 2007         | 10 (57)       | Krzysztof Ibisz             | Hubert Urbański       | –                         | Sprawa dla reportera                 | Jarosław Kaczyński, Joanna Senyszyn, Zyta Gilowska, Adam Michnik, Władysław Bartoszewski | Pozycja na Taniec z gwiazdami          |
| 14 maja 2007        | 11 (58)       | Paweł Małaszyński           | Marzena Kipiel-Sztuka | –                         | –                                    | Dorota Rabczewska, Aleksander Kwaśniewski, Donald Tusk, Wojciech Wierzejski              | Pozycja na detektywa Rutkowskiego      |
| 21 maja 2007        | 12 (59)       | Radosław Majdan             | Emilia Krakowska      | –                         | –                                    | Jarosław Kaczyński, Nelli Rokita, Danuta Hojarska, Jolanta Szczypińska                   | Pozycja na Stadion Dziesięciolecia     |
| 28 maja 2007        | 13 (60)       | Rafał Maserak               | Rafał Mroczek         | Wazelina                  | Z kamerą wśród zwierząt              | Józef Oleksy, Krystyna Janda, Daniel Olbrychski, Anna Fotyga, Aleksander Kwaśniewski     | Pozycja na sytuację w służbie zdrowia  |
| 4 czerwca 2007      | 14 (61)       | Hanna Smoktunowicz          | Mariusz Pudzianowski  | –                         | –                                    | Zyta Gilowska, Andrzej Lepper, Jan Rokita, Helena Vondráčková                            | Pozycja na kloszarda                   |
| 11 czerwca 2007     | 15 (62)       | Agnieszka Włodarczyk        | Krzysztof Globisz     | –                         | –                                    | Renata Beger, Kazimierz Marcinkiewicz, Dorota Zawadzka                                   | Pozycja na posłankę Sobecką            |
| 18 czerwca 2007     | 16 (63)       | Beata Kozidrak              | Piotr Galiński        | Piosenka dla solenizantów | Sędzia Anna Maria Wesołowska         | Danuta Hojarska, Dorota Rabczewska, Jarosław Kaczyński, Jan Rokita                       | Najlepsza pozycja seksualna na świecie |

Wydanie wakacyjno-powtórkowe 2007
| Data emisji odcinka specjalnego | Numer odcinka specjalnego | Rozmowy w tłoku – część pierwsza                                     | Rozmowy w tłoku – część druga                                      | Parodie śpiewane     |
| ------------------------------- | ------------------------- | -------------------------------------------------------------------- | ------------------------------------------------------------------ | -------------------- |
| 25 czerwca 2007                 | 17 (64)                   | Danuta Hojarska, Renata Beger, Dorota Rabczewska, Jarosław Kaczyński | Paweł Janas, Wojciech Wierzejski, Violetta Villas, Dorota Zawadzka | Mr Yooreck, Wazelina |

### Piąta seria programu
| Data emisji odcinka  | Numer odcinka | Pierwszy gość programu | Drugi gość programu  | Piosenka                            | Rozmowy w tłoku                                                                            | Zakończenie – Tak Oni śpiewają                                        |
| -------------------- | ------------- | ---------------------- | -------------------- | ----------------------------------- | ------------------------------------------------------------------------------------------ | --------------------------------------------------------------------- |
| 3 września 2007      | 1 (65)        | Robert Gonera          | Agnieszka Frykowska  | Pieśń o końcu koalicji              | Andrzej Lepper, Roman Giertych, Dorota Rabczewska, Jarosław Kaczyński                      | Alkohol, nóż, penis, cięcie                                           |
| 10 września 2007     | 2 (66)        | Kayah                  | Marcin Prokop        | –                                   | Donald Tusk, Renata Beger, Wojciech Wierzejski, Zyta Gilowska, Zbigniew Ziobro             | Tiki Tak                                                              |
| 17 września 2007     | 3 (67)        | Gosia Andrzejewicz     | Liroy                | Nie być ministrem MSZ               | Kazimierz Marcinkiewicz, Danuta Hojarska, Jan Rokita, Maja Komorowska                      | Pokaż lekarzu, co masz w garażu                                       |
| 24 września 2007     | 4 (68)        | Edyta Jungowska        | Ivan Komarenko       | Hymn partii ĘĄ                      | Nelli Rokita, Donald Tusk, Jan Rokita, Dorota Zawadzka                                     | Savoir-vivre                                                          |
| 1 października 2007  | 5 (69)        | Kamil Durczok          | Edyta Górniak        | –                                   | Renata Beger, Józef Oleksy, Jarosław Kaczyński, Helena Vondráčková, Aleksander Kwaśniewski | Słabe państwo służy wyłącznie gangom                                  |
| 8 października 2007  | 6 (70)        | Zofia Czerwińska       | Michał Koterski      | Kto ma tyle podpisów co ja?         | Andrzej Urbański, Donald Tusk, Nelli Rokita, Danuta Hojarska                               | Nie jest tak że, jedno mówię, a drugie robię, tylko robię to co mówię |
| 15 października 2007 | 7 (71)        | Tomasz Jacyków         | Monika Brodka        | –                                   | Julia Tymoszenko, Daniel Olbrychski, Krystyna Janda, Lech Wałęsa                           | To będzie mówienie i słuchanie                                        |
| 22 października 2007 | 8 (72)        | Joanna Brodzik         | Ilona Łepkowska      | –                                   | Andrzej Lepper, Janina Paradowska, Dorota Rabczewska, Zyta Gilowska                        | Idziemy zwyciężać i zwyciężymy                                        |
| 29 października 2007 | 9 (73)        | Agnieszka Chylińska    | Artur Żmijewski      | A wszystko to, bo wszystkich kocham | Nelli Rokita, Jan Rokita, Jolanta Kwaśniewska, Aleksander Kwaśniewski                      | Nie daliśmy rady potężnemu frontowi                                   |
| 5 listopada 2007     | 10 (74)       | Joanna Liszowska       | Paweł Małaszyński    | Sandra miała fajny biust            | Wojciech Wierzejski, Andrzej Lepper, Renata Beger                                          | Strefy erogenne                                                       |
| 12 listopada 2007    | 11 (75)       | Jerzy Owsiak           | Przemysław Saleta    | –                                   | Donald Tusk, Waldemar Pawlak, Dorota Rabczewska, Danuta Hojarska                           | Wicemarszałek Sejmu                                                   |
| 19 listopada 2007    | 12 (76)       | Mateusz Damięcki       | Monika Richardson    | Piosenka podwórkowa                 | Jarosław Kaczyński, Nelli Rokita, Lech Wałęsa, Leo Beenhakker                              | Córka Czyngis Chana                                                   |
| 26 listopada 2007    | 13 (77)       | Cezary Żak             | Ewelina Flinta       | –                                   | Tadeusz Cymański, Kazimierz Marcinkiewicz, Hanna Gronkiewicz-Waltz, Władysław Bartoszewski | Mistrz gry wstępnej                                                   |
| 3 grudnia 2007       | 14 (78)       | Jan Rokita             | Katarzyna Cerekwicka | Chichosza                           | Jolanta Kwaśniewska, Zyta Gilowska, Elżbieta Zapendowska, Nelli Rokita                     | Bliźniaki polecam                                                     |
| 10 grudnia 2007      | 15 (79)       | Piotr Adamczyk         | Dorota Rabczewska    | Przyjdź do mnie                     | Danuta Hojarska, Andrzej Lepper, Renata Beger, Krystyna Janda                              | Straszę wszystkich                                                    |
| 17 grudnia 2007      | 16 (80)       | Maciej Florek          | Elżbieta Zapendowska | Tera mnie to wali                   | Nelli Rokita, Jan Rokita, Donald Tusk, Anna Fotyga, Ewa Drzyzga                            | Bufetowa Pochanke                                                     |

Wydanie świąteczne 2007 (Ędward Ącki Show)
| Data emisji odcinka | Numer odcinka | Pierwszy gość programu | Drugi gość programu | Trzeci gość programu | Parodie śpiewane                                                                                       |
| ------------------- | ------------- | ---------------------- | ------------------- | -------------------- | --- |
| 24 grudnia 2007     | 17 (81)       | Jerzy Kryszak          | Maryla Rodowicz     | Marcin Prokop        | Majewski gej Trampy mam A wszystko to, bo wszystkich kocham To Bronek Nie być ministrem MSZ Mr Yooreck |

### Szósta seria programu
| Data emisji odcinka | Numer odcinka | Pierwszy gość programu    | Drugi gość programu | Piosenka                          | Rozmowy w tłoku                                                                                   | Zakończenie – Tak Oni śpiewają                                          |
| ------------------- | ------------- | ------------------------- | ------------------- | --------------------------------- | ------------------------------------------------------------------------------------------------- | ----------------------------------------------------------------------- |
| 3 marca 2008        | 1 (82)        | Katarzyna Cichopek        | Piotr Kupicha       | A gdy jest już ciemno             | Anna Fotyga, Janusz Palikot, Dorota Rabczewska, Danuta Hojarska, Andrzej Wajda                    | Naciski, przecieki                                                      |
| 10 marca 2008       | 2 (83)        | Anna Bosak                | Marcin Bosak        | Dzień Kobiet                      | Danuta Hojarska, Katarzyna Cichopek, Andrzej Lepper, Edyta Górniak                                | Pornografia                                                             |
| 17 marca 2008       | 3 (84)        | Urszula Dudziak           | Bogdan Rymanowski   | Papaya Dance                      | Lech Kaczyński, Adam Michnik, Nelli Rokita, Joanna Bartel                                         | Mordo-kontakt z Arturem Zawiszą                                         |
| 24 marca 2008       | 4 (85)        | Janusz Panasewicz         | Cezary Pazura       | Mniej niż zero                    | Donald Tusk, Renata Beger, Jan Rokita, Danuta Hojarska                                            | Sam od czasu do czasu pociągając piwko, przeglądam te filmiki z YouTube |
| 31 marca 2008       | 5 (86)        | Monika Olejnik            | Andrzej Chyra       | Po nocy z Kurskim                 | Ędward Ącki, Jarosław Kaczyński, Nelli Rokita, Monika Olejnik                                     | Herr Donald – spokój!                                                   |
| 7 kwietnia 2008     | 6 (87)        | Daria Widawska            | Piotr Cugowski      | Przeklnę cię                      | Andrzej Wajda, Dorota Rabczewska, Daniel Olbrychski                                               | Usy-tasy                                                                |
| 14 kwietnia 2008    | 7 (88)        | Dorota Wellman            | Rudi Schuberth      | –                                 | Anna Sobecka, Katarzyna Cichopek, Janusz Palikot                                                  | Niech pan dla nas zaśpiewa                                              |
| 21 kwietnia 2008    | 8 (89)        | Rafał Królikowski         | Ilona Ostrowska     | –                                 | Ędward Ącki, Dorota Rabczewska, Paweł Janas, Danuta Hojarska, Leo Beenhakker, Jolanta Kwaśniewska | Mój pierwszy raz na Helu                                                |
| 28 kwietnia 2008    | 9 (90)        | Robert Janowski           | Michał Piróg        | Rogerze, czy ci nie żal?          | Janusz Palikot, Anna Fotyga, Tadeusz Cymański                                                     | Szaleństwa Pani Nelli                                                   |
| 5 maja 2008         | 10 (91)       | Mariusz Max Kolonko       | Tatiana Okupnik     | –                                 | Jarosław Kaczyński, Nelli Rokita, Danuta Hojarska                                                 | Niedźwiedzie, borsuki, susły i zielone żaby już się obudziły            |
| 12 maja 2008        | 11 (92)       | Olivier Janiak            | Izabella Miko       | Dodobiografia                     | Michał Wiśniewski, Donald Tusk, Dorota Rabczewska                                                 | Zaczarowała poezją chłopów                                              |
| 19 maja 2008        | 12 (93)       | Marcin Mroczek            | Rafał Mroczek       | Każdy Mroczek może Mroczkiem być! | Kazimierz Marcinkiewicz, Danuta Hojarska, Edyta Górniak                                           | Bez wytrysków wodotrysków                                               |
| 26 maja 2008        | 13 (94)       | Alan Andersz              | Tola Szlagowska     | Hymn Euro 2008                    | Wojciech Cejrowski, Donald Tusk, Nelli Rokita                                                     | PiS-owi stoi                                                            |
| 2 czerwca 2008      | 14 (95)       | Iwona Szymańska-Pavlović  | Beata Tyszkiewicz   | –                                 | Jarosław Kaczyński, Dorota Rabczewska, Hanna Gronkiewicz-Waltz                                    | High Live                                                               |
| 9 czerwca 2008      | 15 (96)       | Marta Żmuda Trzebiatowska | Elisabeth Duda      | –                                 | Edyta Górniak, Danuta Hojarska, Nelli Rokita                                                      | Kompletne sejmowe znudzenie                                             |
| 16 czerwca 2008     | 16 (97)       | Maciej Friedek            | Magdalena Schejbal  | –                                 | Andrzej Wajda, Jarosław Kaczyński, Krystyna Janda, Lech Wałęsa                                    | –                                                                       |

### Siódma seria programu
| Data emisji odcinka  | Numer odcinka | Pierwszy gość programu    | Drugi gość programu    | Piosenka                | Serial „Figo Fago"               | Rozmowy w tłoku                                                                                      |
| -------------------- | ------------- | ------------------------- | ---------------------- | ----------------------- | -------------------------------- | --- |
| 1 września 2008      | 1 (98)        | Tomasz Karolak            | Tomasz Majewski        | –                       | Zwiastun serialu                 | Radosław Majdan, Dorota Rabczewska, Danuta Hojarska                                                  |
| 8 września 2008      | 2 (99)        | Natasza Urbańska          | Janusz Józefowicz      | –                       | „Wezwanie do pracy”              | Donald Tusk, Anna Fotyga, Nelli Rokita                                                               |
| 15 września 2008     | 3 (100)       | Michał Żebrowski          | Małgorzata Kożuchowska | Sto razy                | „Złapanie kominiarza”            | Dorota Rabczewska, Ędward Ącki, Jolanta Rutowicz, Magdalena Mołek                                    |
| 22 września 2008     | 4 (101)       | Edyta Górniak             | Edyta Herbuś           | Jestem żyletą           | „Gang Olsena”                    | Jan Rokita, Jarosław Kaczyński, Monika Olejnik                                                       |
| 29 września 2008     | 5 (102)       | Marcin Hakiel             | Katarzyna Cichopek     | –                       | –                                | Donald Tusk, Angela Merkel, Nelli Rokita                                                             |
| 6 października 2008  | 6 (103)       | Maciej Zakościelny        | Kora Jackowska         | Mama w ryja             | „Z policyjnych aktów”            | Jarosław Kaczyński, Danuta Hojarska, Lech Wałęsa                                                     |
| 13 października 2008 | 7 (104)       | Krzysztof Włodarczyk      | Dorota Zawadzka        | –                       | „Atak na posterunek”             | Krzysztof Zanussi, Dorota Rabczewska, Andrzej Wajda, Michał Koterski, Elżbieta Jaworowicz            |
| 20 października 2008 | 8 (105)       | Radosław Majdan           | Agata Kulesza          | Spoko za spoko          | –                                | Krystyna Janda, Janusz Palikot, Renata Beger                                                         |
| 27 października 2008 | 9 (106)       | Michał Wiśniewski         | Violetta Villas        | Pocałunek ognia         | „Napad na bank” – część pierwsza | Danuta Hojarska, Andrzej Lepper, Katarzyna Cichopek, Jacek Żakowski                                  |
| 3 listopada 2008     | 10 (107)      | Kasia Kowalska            | Patrycja Markowska     | Idź precz!              | „Napad na bank” – część druga    | Włodzimierz Cimoszewicz, Nelli Rokita, Wojciech Cejrowski                                            |
| 10 listopada 2008    | 11 (108)      | Sebastian Karpiel-Bułecka | Adam Małysz            | –                       | –                                | Kazimierz Marcinkiewicz, Jolanta Kwaśniewska, Agnieszka Chylińska, Beata Tyszkiewicz, Tomasz Jacyków |
| 17 listopada 2008    | 12 (109)      | Stanisław Mikulski        | Piotr Adamczyk         | Nie żyje bal            | –                                | Jan Rokita, Nelli Rokita, Danuta Hojarska                                                            |
| 24 listopada 2008    | 13 (110)      | Janusz Palikot            | Katarzyna Figura       | Już taki jestem Palikot | „Zdrada”                         | Hanna Gronkiewicz-Waltz, Donald Tusk, Nelli Rokita, Jarosław Kaczyński                               |
| 1 grudnia 2008       | 14 (111)      | Agustin Egurrola          | Weronika Książkiewicz  | –                       | „Klub PU-PU”                     | Janusz Palikot, Dorota Rabczewska, Tadeusz Cymański                                                  |
| 8 grudnia 2008       | 15 (112)      | Paweł Małaszyński         | Jan Peszek             | –                       | „Figo Fago” od kuchni            | Jarosław Kaczyński, Katarzyna Cichopek, Danuta Hojarska                                              |

Wydanie świąteczne w roku 2008 nie pojawiło się.

### Ósma seria programu
| Data emisji odcinka | Numer odcinka | Pierwszy gość programu | Drugi gość programu    | Rozmowy w tłoku (bez uwzględnienia występów postaci fikcyjnych)        |
| ------------------- | ------------- | ---------------------- | ---------------------- | ---------------------------------------------------------------------- |
| 2 marca 2009        | 1 (113)       | Jacek Kurski           | Małgorzata Foremniak   | Jan Rokita, Nelli Rokita, Radosław Sikorski                            |
| 9 marca 2009        | 2 (114)       | Izabella Miko          | Mateusz Damięcki       | Kazimierz Marcinkiewicz, Andrzej Wajda, Izabela Olchowicz              |
| 16 marca 2009       | 3 (115)       | Kacper Kuszewski       | Joanna Jabłczyńska     | Hanna Gronkiewicz-Waltz, Jarosław Kaczyński                            |
| 23 marca 2009       | 4 (116)       | Artur Żmijewski        | Paweł Królikowski      | Dorota Rabczewska, Edyta Górniak, Michał Wiśniewski                    |
| 30 marca 2009       | 5 (117)       | Grażyna Torbicka       | Jarosław Kuźniar       | Waldemar Pawlak, Donald Tusk                                           |
| 6 kwietnia 2009     | 6 (118)       | Filip Bobek            | Ewa Kasprzyk           | Nelli Rokita, Janusz Palikot                                           |
| 20 kwietnia 2009    | 7 (119)       | Andrzej Piaseczny      | Aleksandra Kwaśniewska | Jarosław Kaczyński, Danuta Hojarska, Tomasz Jacyków, Izabela Olchowicz |
| 27 kwietnia 2009    | 8 (120)       | Bartosz Kasprzykowski  | Grzegorz Halama        | Krystyna Janda, Daniel Olbrychski, Angelina Jolie                      |
| 4 maja 2009         | 9 (121)       | Piotr Kraśko           | Otylia Jędrzejczak     | Anna Maria Wesołowska, Jan Rokita, Nelli Rokita, Anna Fotyga           |
| 11 maja 2009        | 10 (122)      | Piotr Kupicha          | Dorota Rabczewska      | Janusz Palikot, Katarzyna Cichopek, Danuta Hojarska                    |
| 18 maja 2009        | 11 (123)      | Dariusz Michalczewski  | Julia Kamińska         | Donald Tusk, Lech Wałęsa                                               |
| 25 maja 2009        | 12 (124)      | Daniel Olbrychski      | Dorota Gardias-Skóra   | Hanna Lis, Tomasz Lis, Nelli Rokita, Jarosław Kaczyński                |

### Dziewiąta seria programu
| Data emisji odcinka  | Numer odcinka | Pierwszy gość programu | Drugi gość programu | Rozmowy w tłoku (bez uwzględnienia występów postaci fikcyjnych)                   | Piosenka śpiewana przez CeZika                                 |
| -------------------- | ------------- | ---------------------- | ------------------- | --------------------------------------------------------------------------------- | -------------------------------------------------------------- |
| 7 września 2009      | 1 (125)       | Zygmunt Chajzer        | Kayah               | Małgorzata Foremniak, Wojciech Cejrowski, Tadeusz Rydzyk, Hanna Gronkiewicz-Waltz | Mieczysław Fogg – „Ta ostatnia niedziela” Kayah – „Supermenka” |
| 14 września 2009     | 2 (126)       | Magdalena Mołek        | Marcin Gortat       | Jarosław Kaczyński, Nelli Rokita, Władimir Putin                                  | T.Love – „Stany, Stany”                                        |
| 28 września 2009     | 3 (127)       | Katarzyna Glinka       | Piotr Gruszka       | Jolanta Kwaśniewska, Kazimierz Marcinkiewicz, Zyta Gilowska                       | Boys – „Jesteś szalona”                                        |
| 5 października 2009  | 4 (128)       | Jolanta Fraszyńska     | Jacek Braciak       | Donald Tusk, Barack Obama, Katarzyna Cichopek                                     | Kult – „Gdy nie ma dzieci”                                     |
| 12 października 2009 | 5 (129)       | Aleksandra Szwed       | Patricia Kazadi     | Donald Tusk, Elżbieta Jaworowicz, Nelli Rokita, Andrzej Wajda                     | Budka Suflera – „Takie tango”                                  |
| 19 października 2009 | 6 (130)       | Paulina Ignasiak       | Krzysztof Ibisz     | Lech Wałęsa, Barack Obama, Michelle Obama                                         | Republika – „Mamona”                                           |
| 26 października 2009 | 7 (131)       | Agnieszka Chylińska    | Paweł Stasiak       | Monika Olejnik, Jarosław Kaczyński, Beata Tyszkiewicz                             | O.N.A. – „Kiedy powiem sobie dość”                             |
| 2 listopada 2009     | 8 (132)       | Katarzyna Zielińska    | Krzysztof Hanke     | Paweł Janas, Andrzej Gołota                                                       | Golec uOrkiestra – „Słodycze”                                  |
| 9 listopada 2009     | 9 (133)       | Janusz Gajos           | Borys Szyc          | Tomasz Kammel, Andrzej Lepper, Nelli Rokita, Grażyna Torbicka                     | Wojciech Gąssowski – „Gdzie się podziały tamte prywatki”       |
| 16 listopada 2009    | 10 (134)      | Tede                   | Michał Kwiatkowski  | Janusz Palikot, Przemysław Gosiewski, Zyta Gilowska                               | Anna Jantar – „Tyle słońca w całym mieście”                    |
| 23 listopada 2009    | 11 (135)      | Marzena Rogalska       | Szymon Hołownia     | Krystyna Janda, Tadeusz Cymański, Donald Tusk                                     | Czerwone Gitary – „Nie zadzieraj nosa”                         |
| 30 listopada 2009    | 12 (136)      | Julia Kamińska         | Filip Bobek         | Colin Farrell, Andrzej Lepper, Nelli Rokita, Andrzej Gołota                       | –                                                              |
| 7 grudnia 2009       | 13 (137)      | Anna Mucha             | Piotr Fronczewski   | Jarosław Kaczyński, Adam Darski, Przemysław Gosiewski, Dorota Rabczewska          | Jan Kiepura – „Brunetki, blondynki”                            |

### Dziesiąta seria programu
| Data emisji odcinka | Numer odcinka | Pierwszy gość programu               | Drugi gość programu                  | Vivat! NIEnajpiękniejsi                                                                   | Rozmowy w tłoku                                                                        |
| ------------------- | ------------- | ------------------------------------ | ------------------------------------ | ----------------------------------------------------------------------------------------- | -------------------------------------------------------------------------------------- |
| 1 marca 2010        | 1 (138)       | Michał Piróg                         | Tomasz Kammel                        | Dorota Wellman                                                                            | Jarosław Kaczyński, Jakub Wojewódzki, Krystyna Janda, Edyta Górniak                    |
| 8 marca 2010        | 2 (139)       | Krzysztof Kowalewski                 | Joanna Koroniewska                   | Joanna Senyszyn                                                                           | Beata Kempa, Donald Tusk, Przemysław Gosiewski, Nelli Rokita                           |
| 15 marca 2010       | 3 (140)       | Jakub Wesołowski                     | Małgorzata Socha                     | Krzysztof Ibisz                                                                           | Janusz Palikot, Wojciech Jaruzelski, Hanna Gronkiewicz-Waltz                           |
| 22 marca 2010       | 4 (141)       | Maciej Stuhr                         | Krzysztof Cugowski                   | Rafał Bryndal                                                                             | Dorota Rabczewska, Ewa Kopacz, Lech Wałęsa                                             |
| 29 marca 2010       | 5 (142)       | Maciej Maleńczuk                     | Katarzyna Grochola                   | Kazimiera Szczuka                                                                         | Władysław Bartoszewski, Ryszard Kalisz, Donald Tusk, Janina Paradowska, Tadeusz Rydzyk |
| 26 kwietnia 2010    | 6 (143)       | Joanna Brodzik                       | Magda Gessler                        | Tomasz Karolak                                                                            | Dorota Rabczewska, Dorota Zawadzka, Pascal Brodnicki                                   |
| 3 maja 2010         | 7 (144)       | Magdalena Różczka, Sonia Bohosiewicz | Paweł Wilczak, Wojciech Mecwaldowski | Tomasz Jacyków                                                                            | Krystyna Janda, Michał Żebrowski, Katarzyna Cichopek                                   |
| 10 maja 2010        | 8 (145)       | Joanna Osyda                         | Anna Dereszowska                     | Piotr Gąsowski                                                                            | Jan Rokita, Nelli Rokita, Violetta Villas                                              |
| 17 maja 2010        | 9 (146)       | Joanna Krupa                         | Mariusz Pudzianowski                 | –                                                                                         | Andrzej Lepper, Aleksander Kwaśniewski, Wojciech Cejrowski, Jan Pospieszalski          |
| 24 maja 2010        | 10 (147)      | Julia Pietrucha                      | Adam Małysz                          | Krzysztof Kiersznowski                                                                    | Beata Kempa, Bronisław Komorowski, Maja Komorowska                                     |
| 31 maja 2010        | 11 (148)      | Katarzyna Kolenda-Zaleska            | Maciej Kurzajewski                   | Jolanta Rutowicz                                                                          | Hanna Gronkiewicz-Waltz, Ryszard Kalisz, Lech Wałęsa                                   |
| 7 czerwca 2010      | 12 (149)      | Anna Wyszkoni                        | Anna Wiśniewska                      | Krzysztof Włodarczyk                                                                      | Beata Tyszkiewicz, Donald Tusk, Magda Gessler                                          |
| 14 czerwca 2010     | 13 (150)      | Weronika Rosati                      | Natasza Urbańska                     | Maria Czubaszek                                                                           | Władysław Bartoszewski, Nelli Rokita, Bronisław Komorowski, Beata Kempa                |
| 21 czerwca 2010     | 14 (151)      | Magdalena Cielecka                   | –                                    | Przypomnienie sylwetek wszystkich kandydatów i zachęcenie do wzięcia udziału w głosowaniu | Jarosław Kaczyński, Tadeusz Cymański, Bronisław Komorowski, Andrzej Wajda              |

### Jedenasta seria programu
| Data emisji odcinka  | Numer odcinka | Pierwszy gość programu                                                                                   | Drugi gość programu                                                                                      | Rozmowy w tłoku                                                                                          |
| -------------------- | ------------- | --- | --- | --- |
| 6 września 2010      | 1 (152)       | Tomasz Adamek                                                                                            | Daniel Olbrychski                                                                                        | Antoni Macierewicz, Lech Wałęsa, Hanna Gronkiewicz-Waltz                                                 |
| 13 września 2010     | 2 (153)       | Tomasz Ciachorowski                                                                                      | Anna Kalata                                                                                              | Jarosław Kaczyński, Donald Tusk, Krystyna Janda                                                          |
| 20 września 2010     | 3 (154)       | Marcin Tyszka                                                                                            | Tadeusz Drozda                                                                                           | Nelli Rokita, Bronisław Komorowski, Elżbieta Jaworowicz                                                  |
| 27 września 2010     | 4 (155)       | Marina Łuczenko                                                                                          | Michał Żebrowski                                                                                         | Antoni Macierewicz, Donald Tusk, Magda Gessler                                                           |
| 4 października 2010  | 5 (156)       | Andrzej Gołota                                                                                           | Katarzyna Cichopek                                                                                       | Jarosław Kaczyński, Maja Komorowska, Karolina Korwin Piotrowska                                          |
| 11 października 2010 | 6 (157)       | Kinga Rusin                                                                                              | Bartosz Arłukowicz                                                                                       | Janusz Palikot, Grzegorz Napieralski, Hanna Gronkiewicz-Waltz                                            |
| 18 października 2010 | 7 (158)       | Gala Vivat! NIEnajpiękniejsi (sparodiowani: Beata Tyszkiewicz, Bronisław Komorowski, Wojciech Cejrowski) | Gala Vivat! NIEnajpiękniejsi (sparodiowani: Beata Tyszkiewicz, Bronisław Komorowski, Wojciech Cejrowski) | Gala Vivat! NIEnajpiękniejsi (sparodiowani: Beata Tyszkiewicz, Bronisław Komorowski, Wojciech Cejrowski) |
| 25 października 2010 | 8 (159)       | Witold Pyrkosz                                                                                           | Martyna Wojciechowska                                                                                    | Donald Tusk, Anna Fotyga, Andrzej Wajda, Jerzy Skolimowski                                               |
| 8 listopada 2010     | 9 (160)       | Paweł Małaszyński                                                                                        | Cezary Pazura                                                                                            | Bronisław Komorowski, Beata Kempa, Edyta Górniak                                                         |
| 15 listopada 2010    | 10 (161)      | Ewa Farna                                                                                                | Krzysztof Krawczyk                                                                                       | Jarosław Kaczyński, Waldemar Pawlak, Danuta Hojarska                                                     |
| 22 listopada 2010    | 11 (162)      | Monika Pyrek                                                                                             | Sławomir Świerzyński                                                                                     | Lech Wałęsa, Ryszard Czarnecki, Hanna Gronkiewicz-Waltz                                                  |
| 29 listopada 2010    | 12 (163)      | Magdalena Mielcarz                                                                                       | Katarzyna Figura                                                                                         | Antoni Macierewicz, Joanna Krupa, Nelli Rokita, Bronisław Komorowski                                     |
| 6 grudnia 2010       | 13 (164)      | Magdalena Welc                                                                                           | Kabaret Ani Mru-Mru                                                                                      | Jolanta Kwaśniewska, Jarosław Kaczyński, Wojciech Jaruzelski                                             |
| 13 grudnia 2010      | 14 (165)      | Piotr Adamczyk                                                                                           | Izabela Kuna                                                                                             | Bronisław Komorowski, Magda Gessler, Magda Gessler                                                       |

### Dwunasta seria programu
| Data emisji odcinka | Numer odcinka | Pierwszy gość programu              | Drugi gość programu                   | Rozmowy w tłoku                                                       |
| ------------------- | ------------- | ----------------------------------- | ------------------------------------- | --------------------------------------------------------------------- |
| 28 lutego 2011      | 1 (166)       | Patricia Kazadi                     | Jarosław Kuźniar                      | Beata Kempa, Stefan Niesiołowski, Bronisław Komorowski                |
| 7 marca 2011        | 2 (167)       | Monika Brodka                       | Olivier Janiak                        | Antoni Macierewicz, Donald Tusk, Szewach Weiss                        |
| 14 marca 2011       | 3 (168)       | Edyta Herbuś                        | Piotr Pręgowski                       | Jarosław Kaczyński, Monika Olejnik, Silvio Berlusconi                 |
| 21 marca 2011       | 4 (169)       | Agnieszka Szulim                    | Artur Barciś                          | Ewa Minge, Lech Wałęsa, Andrzej Wajda, Tomasz Jacyków                 |
| 28 marca 2011       | 5 (170)       | Antoni Królikowski, Antoni Pawlicki | Łukasz Garlicki                       | Anna Fotyga, Bronisław Komorowski, Dorota Rabczewska                  |
| 4 kwietnia 2011     | 6 (171)       | Jan Nowicki                         | Lesław Żurek                          | Nelli Rokita, Jarosław Kaczyński, Stefan Niesiołowski, Krystyna Janda |
| 11 kwietnia 2011    | 7 (172)       | Katarzyna Zielińska                 | Piotr Polk                            | Donald Tusk, Magda Gessler, Tadeusz Cymański, Hanna Gronkiewicz-Waltz |
| 18 kwietnia 2011    | 8 (173)       | Magdalena Schejbal                  | Marcin Meller                         | Bronisław Komorowski, Anna Komorowska                                 |
| 2 maja 2011         | 9 (174)       | Halina Młynkowa                     | Michał Piela                          | Ryszard Kalisz, Anna Sobecka, Paweł Poncyljusz                        |
| 9 maja 2011         | 10 (175)      | Maja Ostaszewska                    | Borys Szyc                            | Kuba Wojewódzki, Czesław Mozil, Kora, Elżbieta Zapendowska, Kayah     |
| 16 maja 2011        | 11 (176)      | Janusz Panasewicz                   | Jan Borysewicz                        | Grażyna Szapołowska, Ryszard Czarnecki, Jacek Rostowski               |
| 23 maja 2011        | 12 (177)      | Ewa Drzyzga                         | Karol Strasburger                     | Jarosław Kaczyński, Hanna Gronkiewicz-Waltz, Justin Bieber, Lady Gaga |
| 30 maja 2011        | 13 (178)      | Igor Kwiatkowski                    | Robert Motyka                         | Bronisław Komorowski, Barack Obama, Lech Wałęsa, Magda Gessler        |
| 6 czerwca 2011      | 14 (179)      | Magda Gessler                       | Mariusz Pudzianowski, Robert Burneika | Kuba Wojewódzki, Michał Szpak, Nelli Rokita, Stefan Niesiołowski      |
| 13 czerwca 2011     | 15 (180)      | Marzena Rogalska                    | Jerzy Dudek                           | Monika Olejnik, Beata Kempa, Donald Tusk, Kora, Kazimiera Szczuka     |